# 小寶貝
《小寶貝》是史蒂芬·金所著的短篇小說，收錄在短篇小說集《惡夢工廠》內。

## 故事簡介
謝瑞德是一個慣性賭徒，因此經常欠下巨債，只好透過綁架小朋友還債。謝瑞德在商場的門口潛伏，捉走了一個與父母失散的小孩，帶上了汽車。在車上，謝瑞德使出各種招數恐嚇小孩，小孩都不為所動。直至兩人走了一段路，小孩的小寶貝終於出現，小寶貝張開雙翼從天而降，吸乾謝瑞德的血。